# 碼頭街站
碼頭街站（Kaigaten holdeplass）是卑爾根輕鐵2號線的車站。站名是以車站所在地「碼頭街」（Kaigaten）而命名。本站也是2號線的北端終點站。
碼頭街站與1號線的總站城市公園站只是相隔一個街口，兩端月台距離亦只有50米，但兩線卻採用獨立的月台，2號線列車當駛至卑爾根市政府大樓時，會駛入側線，直至到達居勒庭上訴法院外的車站為止，只有逢星期一至四由菲林斯谷站開出最後兩班車，才會改以城市公園為終點站。
由菲林斯谷開出的列車，車頭及兩側的路線牌會以「卑爾根市中心」（Bergen Sentrum）標示，與1號線往城市公園方向的情況相同。而車內廣播及路線圖則仍然標示為「碼頭街」。

## 車站構造
月台設於碼頭街盡頭、居勒庭上訴法院外「居勒庭廣場」（Gulatingplass）的行人路上，側線路軌則原為轉入佳士得街（Christies Gate）的道路，興建輕鐵站後，於路軌盡頭加建了列車防撞石壆，亦把原來的轉彎位改為行人道，再加上於前一個路口豎立了不准車輛及單車駛入的路牌，令原來的車輛須改轉入彼德莫斯費特街（Peter Motzfeldts gate）。

### 月台配置
只設有頭端式側式月台1座，稱為「B月台」（「A月台」則用於城市公園站的原1號路軌上）。採用典型的卑爾根輕鐵車站模式，只在月台中央位置設置了有蓋候車亭。亭內設有自助售票機、顯示附近街道資訊的的LED屏幕及2張候車長櫈，接近防撞石壆處豎立了列車資訊屏。
在繁忙時間，如停靠在B月台上的列車仍未開出、而後來的列車又到達時，後來的列車會停靠在從B月台駛出的轉轍器前，並讓乘客先行下車；待前班列車駛走後，再進入B月台上客。
| 月台 | 路線    | 目的地       |
| ---- | ------- | ------------ |
| B    | 2 2號線 | 菲林斯谷方向 |

## 相鄰車站
卑爾根輕鐵
-   2   2號線

碼頭街 - 朗尼舍達

## 外部連結
- 卑爾根輕鐵碼頭街站 （页面存档备份，存于）